# Stephen Kettle
Stephen Kettle (né le 12 juillet 1966 à Castle Bromwich, dans le Warwickshire, en Angleterre) est un sculpteur britannique qui travaille exclusivement avec de l'ardoise.
Ses œuvres les plus connues incluent le concepteur du Supermarine Spitfire R.J. Mitchell, commandée pour le Science Museum de Londres, qui a été la première statue de ce type au monde, et une statue grandeur nature d'Alan Turing, le fondateur de l'informatique et cryptanalyste d’Enigma, commandée par le philanthrope américain Sidney Frank pour Bletchley Park, dans le Buckinghamshire.
Kettle vit avec sa femme et ses trois enfants dans l'ouest de Londres.